# Rada Społeczna Doradztwa Rolniczego
Rada Społeczna Doradztwa Rolniczego – ciało społeczne o charakterze opiniodawczo-doradczym powołane w celu wspierania działalności doradczej w rolnictwie i na obszarach wiejskich.

## Powołanie
Na podstawie ustawy z 2004 r. o jednostkach doradztwa rolniczego przy ośrodkach doradztwa rolniczego powoływano Rady Społeczne Doradztwa Rolniczego. Rady były organami opiniodawczo-doradczymi dyrektorów jednostek doradztwa rolniczego.

## Zadania
Do zadań rady należy:
- opiniowanie planu działania;
- sprawozdania z realizacji planu;
- zgłaszanie wniosków w sprawach dotyczących funkcjonowania jednostki doradztwa rolniczego.

Kadencja rady trwa 5 lat.

## Skład
Pierwotnie w skład rady wchodziło 10–11 członków, przy czym skład rady był zróżnicowany w zależności o szczebla działalności jednostki doradztwa rolniczego.
W skład rady działającej przy Centrum Doradztwa Rolniczego wchodziło:
- przedstawiciel ministra właściwego do spraw rozwoju wsi,
- 2 przedstawicieli Krajowej Rady Izb Rolniczych,
- 4 przedstawicieli zgłoszonych przez związki zawodowe rolników,
- po 1 przedstawicielu zgłoszonym przez szkoły wyższe i jednostki badawczo-rozwojowe,
- 1 przedstawiciel konwentu marszałków.

W skład rady działającej przy wojewódzkich ośrodkach doradztwa rolniczego wchodziło:
- po 1 przedstawicielu właściwego miejscowo wojewody i marszałka województwa,
- 2 przedstawicieli właściwej miejscowo izby rolniczej,
- 4 przedstawicieli zgłoszonych przez związki zawodowe rolników,
- 1 przedstawiciel zgłoszony przez szkoły wyższe i jednostki badawczo-rozwojowe,
- 2 przedstawicieli szkół ponadgimnazjalnych kształcących dla potrzeb rolnictwa.

## Powoływanie i odwoływanie członków rady
Członków rady powołuje i odwołuje minister właściwy do spraw rozwoju wsi – w przypadku rady działającej przy Centrum Doradztwa Rolniczego, oraz wojewoda – w przypadku rad działających przy wojewódzkich ośrodku doradztwa rolniczego. W skład rady mogą wchodzić wyłącznie osoby, które:
- korzystają z pełni praw publicznych;
- mają co najmniej średnie wykształcenie;
- nie zostały skazane za przestępstwo popełnione umyślnie.

Rada działa na podstawie regulaminu zatwierdzonego przez organ, któremu podlega jednostka doradztwa rolniczego. Obsługę organizacyjno-techniczną rady zapewnia właściwa dla niej jednostka doradztwa rolniczego.

## Zmiany dotyczące rad z 2016 r.
W ustawie z 2016 r. o zmianie ustawy o jednostkach doradztwa rolniczego wprowadzono nowe brzmienie dotyczące rad polegające na podniesieniu liczby członków i reprezentujących ich instytucji
W przypadku rady działającej przy Centrum Doradztwa Rolniczego do rady wchodzi 11 członków, w tym:
- 2 przedstawicieli ministra właściwego do spraw rozwoju wsi,
- 2 przedstawicieli Krajowej Rady Izb Rolniczych,
- 4 przedstawicieli zgłoszonych przez związki zawodowe rolników,
- po 1 przedstawicielu zgłoszonym przez szkoły wyższe i instytuty badawcze,
- 1 przedstawiciel konwentu marszałków.

W przypadku rady działającej przy wojewódzkich ośrodkach doradztwa rolniczego do rady wchodzi 12 członków, w tym:
- 1 przedstawiciel ministra właściwego do spraw rozwoju wsi,
- po 1 przedstawicielu sejmiku województwa i zarządu województwa,
- 2 przedstawicieli właściwej miejscowo izby rolniczej,
- 4 przedstawicieli zgłoszonych przez związki zawodowe rolników działające na obszarze województwa,
- 2 przedstawicieli zgłoszonych przez szkoły wyższe oraz instytuty badawcze, kształcące i realizujące działania na potrzeby rolnictwa i rozwoju obszarów wiejskich,
- 1 przedstawiciel szkół ponadgimnazjalnych kształcących na potrzeby rolnictwa, działających na obszarze województwa.